# Vieil-Hesdin
Vieil-Hesdin est une commune française située dans le département du Pas-de-Calais en région Hauts-de-France. La commune est membre de la communauté de communes des 7 Vallées.
La commune s’inscrit dans les « paysages du Ternois ».

## Géographie

### Localisation
Localisée dans le sud-ouest du département du Pas-de-Calais, Vieil-Hesdin est une commune drainée par la Canche et située, à vol d'oiseau, à à 4 km au sud-est de la commune d'Hesdin-la-Forêt (aire d'attraction) et à 26 km au sud-est de la commune de Montreuil-sur-Mer (chef-lieu d'arrondissement).
Le territoire de la commune est limitrophe de ceux de huit communes.
Les communes limitrophes sont Auchy-lès-Hesdin, Fresnoy, Le Parcq, Rollancourt, Saint-Georges, Vacqueriette-Erquières, Wail et Willeman.

### Géologie et relief
La superficie de la commune est de 9,82 km2 ; son altitude varie de 31  à   125 mètres.

### Hydrographie
Le territoire de la commune est situé dans le bassin Artois-Picardie.
La commune est traversée par deux cours d'eau :
- le fleuve côtier la Canche, d'une longueur de 100,22 km, qui prend sa source dans la commune de Gouy-en-Ternois et se jette dans la Manche entre Étaples et Le Touquet-Paris-Plage[4] ;
- le Domwetz, d'une longueur de 1,3 km, qui prend sa source au nord de la commune et termine sa course dans la commune voisine de Rollancourt[5].

À l'ouest du territoire communal se trouvent les étangs du moulin Saint-Georges.

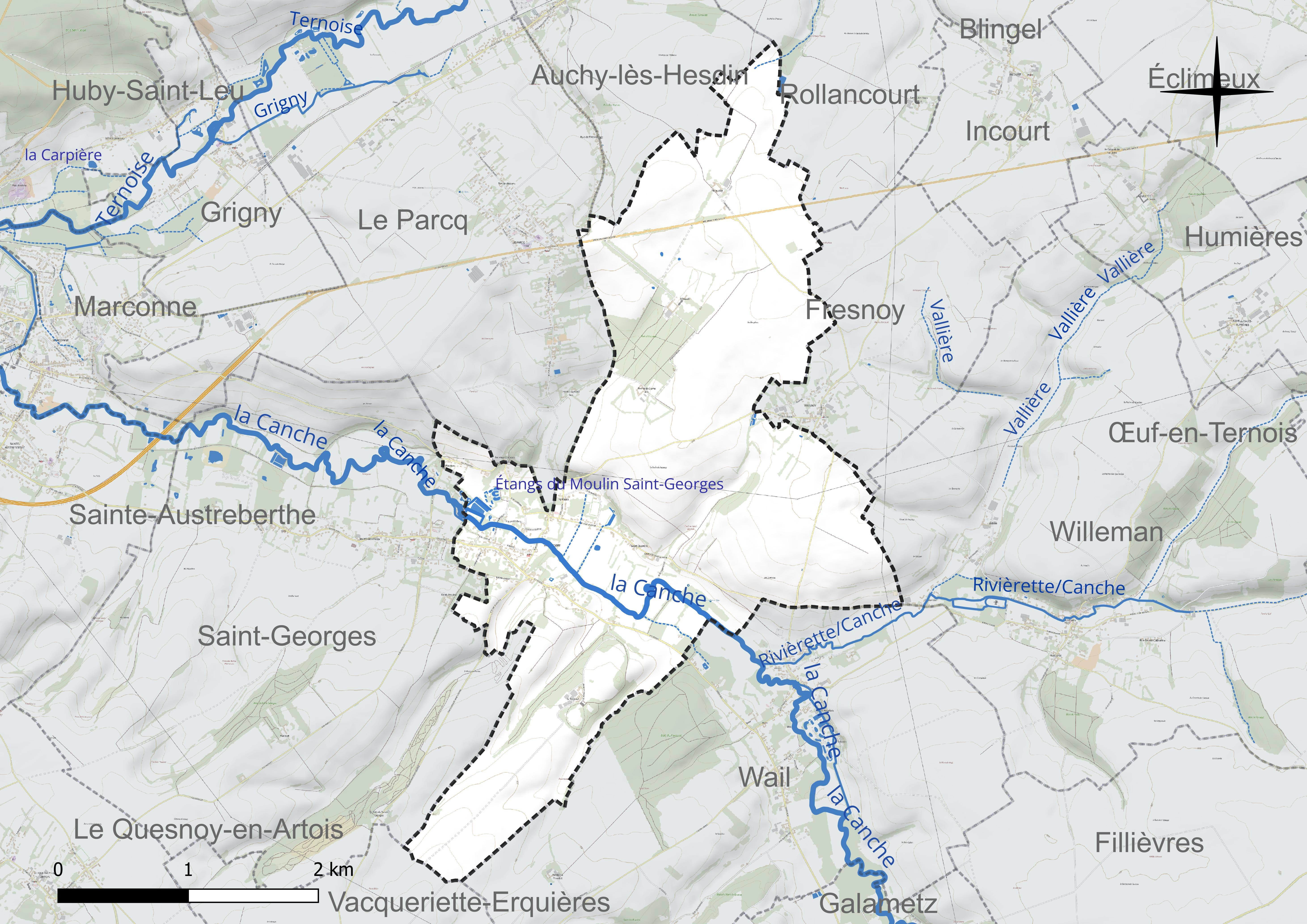
Réseau hydrographique de Vieil-Hesdin.

### Climat
Pour des articles plus généraux, voir Climat des Hauts-de-France et Climat du Nord-Pas-de-Calais.
En 2010, le climat de la commune est de type climat océanique altéré, selon une étude du CNRS s'appuyant sur une série de données couvrant la période 1971-2000. En 2020, Météo-France publie une typologie des climats de la France métropolitaine dans laquelle la commune est exposée à un climat océanique et est dans la région climatique Côtes de la Manche orientale, caractérisée par un faible ensoleillement (1 550 h/an) ; forte humidité de l’air (plus de 20 h/jour avec humidité relative > 80 % en hiver), vents forts fréquents.
Pour la période 1971-2000, la température annuelle moyenne est de 10,5 °C, avec une amplitude thermique annuelle de 13,3 °C. Le cumul annuel moyen de précipitations est de 839 mm, avec 12,6 jours de précipitations en janvier et 8,7 jours en juillet. Pour la période 1991-2020, la température moyenne annuelle observée sur la station météorologique la plus proche, située sur la commune de Humières à 8 km à vol d'oiseau, est de 10,9 °C et le cumul annuel moyen de précipitations est de 856,9 mm,. Pour l'avenir, les paramètres climatiques de la commune estimés pour 2050 selon différents scénarios d'émission de gaz à effet de serre sont consultables sur un site dédié publié par Météo-France en novembre 2022.

### Paysages
Pour un article plus général, voir Paysage en France.
La commune s'inscrit dans les « paysages du Ternois » tels qu’ils sont définis dans l’atlas de paysages de la région Nord-Pas-de-Calais, conçu par la direction régionale de l'Environnement, de l'Aménagement et du Logement (DREAL),.
Ces paysages, qui concernent 138 communes avec trois pôles d’attraction que sont Hesdin-la-Forêt à l'ouest, Saint-Pol-sur-Ternoise à l’est et, dans une moindre mesure, Frévent en lisière sud, sont délimités par deux cours d’eau : la Canche au Sud et la Ternoise au Nord. Ces paysages sont composés de plateaux, de vallées et de bocages. Les plateaux du Ternois montrent une structure tabulaire assez plane et une altitude assez régulière avec des points culminants entre 150 et 160 m.
Le territoire d’une vingtaine de kilomètres du Nord au Sud et d’Est en Ouest, est traversé par la D 939 reliant Saint-Pol-sur-Ternoise à Hesdin-la-Forêt, par la D 912 entre Saint-Pol-sur-Ternoise et Frévent et par la ligne ferroviaire de Saint-Pol-sur-Ternoise à Étaples dans la vallée de la Canche. La position excentrée, en l’absence de grands axes autoroutiers ou ferrés structurants, a permis au Ternois de conserver un caractère rural et une certaine qualité de paysage.
Au niveau de l’occupation des sols, les surfaces cultivées sont omniprésentes sur les plateaux, avec majoritairement la culture de la betterave et de la pomme de terre, et représentent près de 72 % de la surface totale de ces paysages du Ternois, les espaces artificialisés, cantonnés dans les fonds de vallée, représentent 13 % et les surfaces boisées, présentes dans les deux principales vallées de la Ternoise et de la Canche, ne représentent que 6 %.

### Milieux naturels et biodiversité

#### Zones naturelles d'intérêt écologique, faunistique et floristique
L’inventaire des zones naturelles d'intérêt écologique, faunistique et floristique (ZNIEFF) a pour objectif de réaliser une couverture des zones les plus intéressantes sur le plan écologique, essentiellement dans la perspective d’améliorer la connaissance du patrimoine naturel national et de fournir aux différents décideurs un outil d’aide à la prise en compte de l’environnement dans l’aménagement du territoire.
Le territoire communal comprend deux ZNIEFF de type 2 :  
- la vallée de la Ternoise et ses versants de Saint-Pol-sur-Ternoise à Hesdin et le vallon de Bergueneuse. La Ternoise, avec ses 25 km de vallée étroite, a des versants occupés par des bois, des pelouses, des prairies et des lisières arbustives, et son plateau limoneux est utilisé pour la culture. Le versant droit de la Ternoise est entaillé par de nombreuses vallées sèches drainant les collines crayeuses de l’Artois[14] ;
- la haute vallée de la Canche et ses versants en amont de Sainte-Austreberthe qui se situe dans le pays du Ternois. Il offre un relief de coteau abrupt au Nord et des pentes douces au Sud. Le fond de vallée est constitué de pâturages et de zones de cultures. Les versants les plus pentus et inaccessibles accueillent des boisements[15].

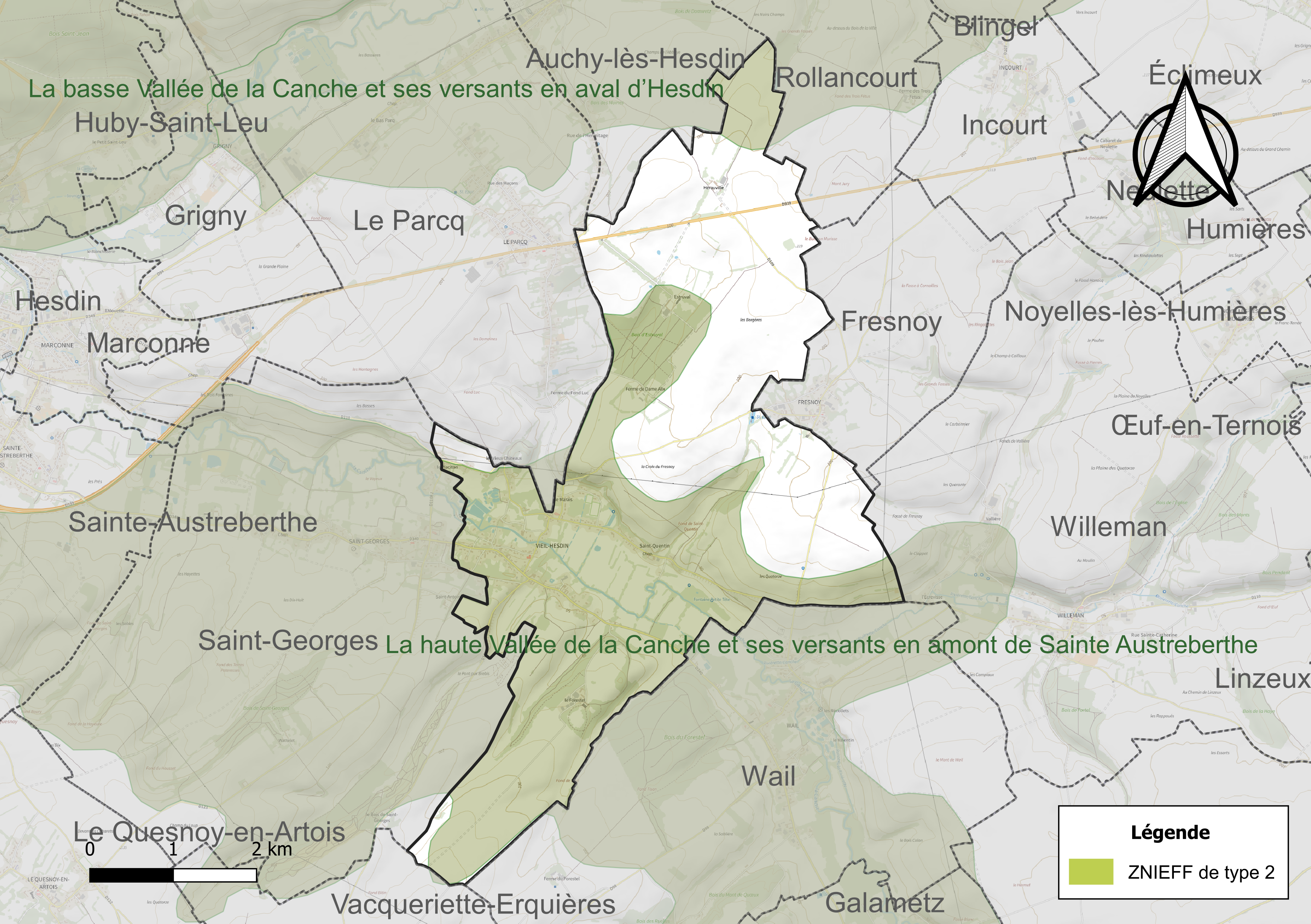
Carte des ZNIEFF sur la commune.

## Urbanisme

### Typologie
Au 1er janvier 2024, Vieil-Hesdin est catégorisée commune rurale à habitat dispersé, selon la nouvelle grille communale de densité à sept niveaux définie par l'Insee en 2022.
Elle est située hors unité urbaine. Par ailleurs la commune fait partie de l'aire d'attraction d'Hesdin, dont elle est une commune de la couronne,. Cette aire, qui regroupe 28 communes, est catégorisée dans les aires de moins de 50 000 habitants,.

### Occupation des sols
L'occupation des sols de la commune, telle qu'elle ressort de la base de données européenne d’occupation biophysique des sols Corine Land Cover (CLC), est marquée par l'importance des territoires agricoles (89,7 % en 2018), une proportion identique à celle de 1990 (89,7 %). La répartition détaillée en 2018 est la suivante : 
terres arables (62,4 %), prairies (26,8 %), forêts (5,8 %), zones urbanisées (4,5 %), zones agricoles hétérogènes (0,5 %). L'évolution de l’occupation des sols de la commune et de ses infrastructures peut être observée sur les différentes représentations cartographiques du territoire : la carte de Cassini (XVIIIe siècle), la carte d'état-major (1820-1866) et les cartes ou photos aériennes de l'IGN pour la période actuelle (1950 à aujourd'hui).

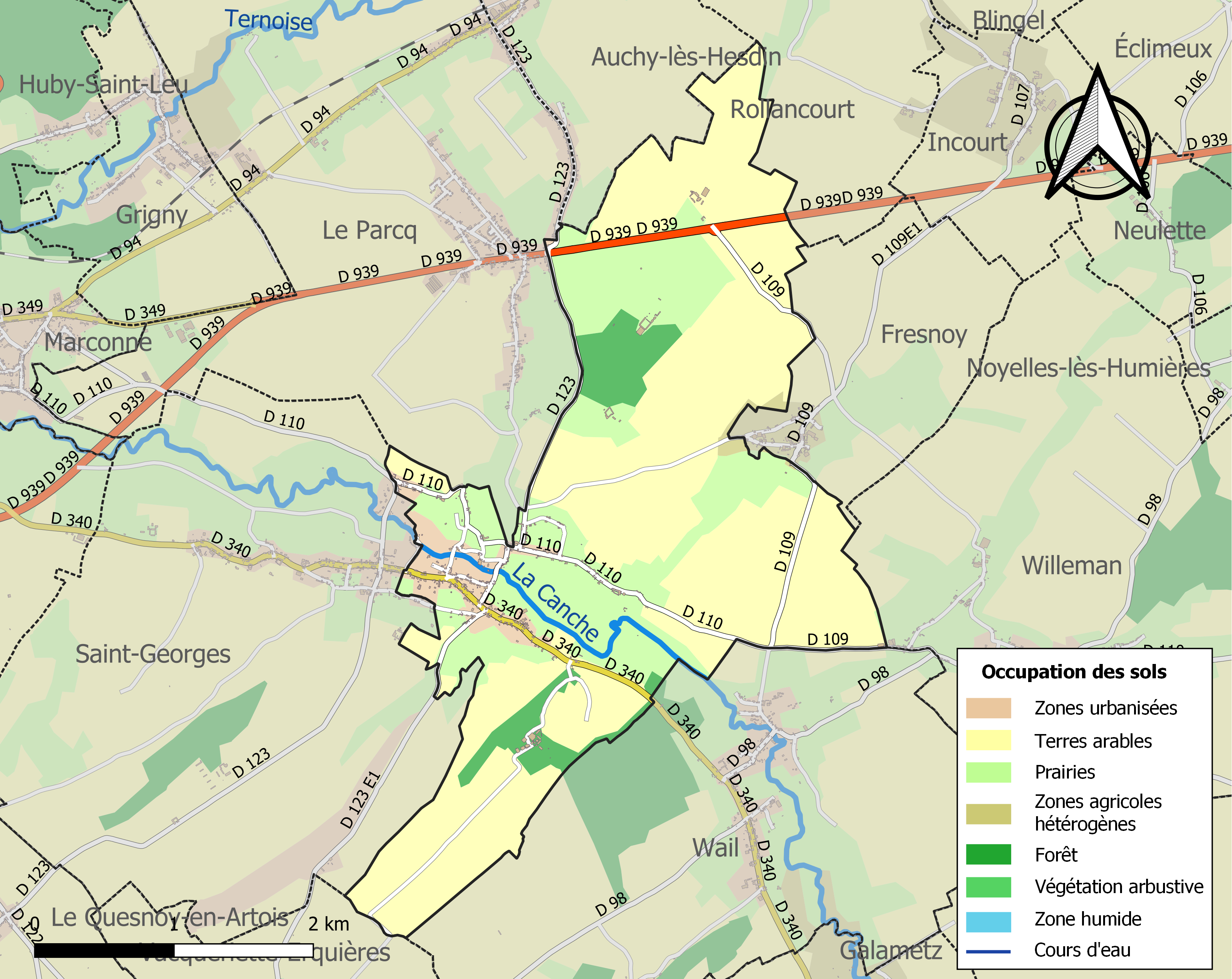
Carte des infrastructures et de l'occupation des sols de la commune en 2018 (CLC).

## Toponymie
Le nom de la localité est attesté sous les formes Hisdenne en 857 ; Hisdinium en 1000 ; Hesdin en 1056 ; Hesding en 1079 ; Hesdin en 1094 ; Hiding en 1123 ; Hesdignum en 1186 ; Hysdinium en 1190 ; Hesdinum en 1192 ; Hesdinum au XIIe siècle ; Hesding en 1215 ; Hesdyn en 1237 ; Hydinum en 1238 ; Hydinium en 1243 ; Hedin vers 1250 ; Hysdinum en 1263 ; Hisdin en 1273 ; Hesdig, Edinum, Hedingnum en 1294 ; Haisdin, Hasdin, Heding, Hesdinc en 1298 ; Heddin, Exdinium en 1299 ; Hidinc en 1302 ; Hasding en 1303 ; Haidin en 1307 ; Hédin en 1321 ; Haidinum en 1322 ; Hesdigniacum, Hesdiniacum en 1323 ; Hedinum en 1325 ; Hisdig en 1330 ; Hisdinium en 1354 ; Haydin au XIVe siècle ; Vetus Hesdinium, Hesdinviel en 1681 ; Hesdin-le-Viel en 1720 ; Le-Viel-Hesdin en 1761 ; Le Vieil Hesdin en 1793 et Vieil-Hesdin depuis 1801.

## Histoire
La commune de Vieil-Hesdin s'élève à l'endroit où existait, au Moyen Âge, une ville nommée Hesdin.
Selon certains chercheurs, Hesdin exista dès l'époque romaine et fut la résidence d'Hélène (mère de Constantin Ier) lorsqu'au IIIe siècle l'empereur Constance Chlore lui préféra (en la répudiant, si tant est qu'ils aient été mariés) Théodora, fille de Maximien Hercule. Hélène se serait retirée à Boulogne puis aurait fait construire en 292 un château qui allait donner naissance à Hesdin.
Cette origine ne paraît pas totalement sûre. En revanche la ville médiévale de Hesdin, probablement préexistante en tant que bourgade, prit de l'ampleur au VIe siècle en 561, avec la naissance du comté d'Hesdin : un comte de Boulogne dénommé Robert aurait partagé le comté de Thérouanne pour créer le comté d'Hesdin et constituer la dot de sa fille Robresse lorsqu'elle épousa le comte de Vermandois (il faut néanmoins relever que tant l'histoire des comtes de Boulogne que celle des comtes de Vermandois sont mal connues avant le IXe siècle et par conséquent il en va de même pour leurs actions supposées).
Les comtes d'Hesdin furent de puissants seigneurs mais ils ne purent empêcher la destruction de la cité à la suite des invasions normandes.
Le comte de Flandres Baudouin VI fit réparer le château en 1067 et créa un ensemble parc-château remarquable qui rendirent le site apprécié par de nombreux puissants pendant des siècles.
À cette époque, un habitant du Vieil-Hesdin se distingua par son action aux côtés de Guillaume le Conquérant. Arnoul d'Hesdin possédait plusieurs biens dont un moulin, deux brasseries, des terres. Il vendit le tout à des moines, fit confirmer la vente par Enguerrand comte d'Hesdin et s'équipa pour rejoindre Guillaume qu'il accompagna soit lors de sa première expédition en Angleterre en 1066, soit lors d'un aller et retour de Guillaume entre la Normandie et l'Angleterre. Lors de l'établissement du Grand Terrier d'Angleterre, (sorte de recensement des terres), de 1080 à 1086, il apparait comme un riche possesseur de vastes domaines énumérés dans le Domesday Book, avec bétail, fermiers, régisseurs, prairies, forêts, reçus de Guillaume pour le récompenser, et semble-t-il, confisqués à un noble saxon du nom d'Edric. Un autre Arnoul d'Hesdin fit parler de lui un peu plus tard dans les années 1130-1140, en tant que chevalier belliqueux et téméraire qui s'opposa à Étienne de Blois, roi d'Angleterre à cette époque, fut fait prisonnier et dut sans doute acquitter une rançon, car en 1141, il est témoin d'une charte souscrite par la reine Mathilde (Mathilde de Boulogne), créant Miles de Gloucester 1er comte de Hereford,.
En 1086, Engelbert (« Enguerrand »), 8e comte d'Hesdin, donne l'église d'Hesdin à l'abbaye d'Anchin.
En 1119 le domaine fut confisqué par le comte de Flandres Charles Ier de Flandres à la suite de la révolte du comte d'Hesdin Gauthier.
En 1180, Hesdin fit partie de la dot d'Isabelle de Hainaut, dot constituée par son oncle le comte de Flandres Philippe d'Alsace, lors du mariage d'Isabelle avec le roi de France Philippe Auguste. Cette dot va constituer la base d'une nouvelle province, l'Artois.
Le domaine d'Hesdin restera rattaché à la couronne de France jusqu'en 1237, date à laquelle Saint Louis donna l'Artois à son frère Robert Ier d'Artois, la province d'Artois connaitra dès lors une vie autonome. L'histoire d'Hesdin devient celle des comtes d'Artois jusqu'en 1330, date à laquelle l'Artois devient une possession des Ducs de Bourgogne.
La ville d'Hesdin était peuplée, active et riche, dominée par un château fort des puissants ducs de Bourgogne, cousins des rois de France. Les ducs de Bourgogne aimaient beaucoup leur château d'Hesdin. Ils y séjournaient souvent et y recevaient ambassadeurs et visiteurs illustres. Leur demeure, superbement décorée, était remplie d'objets d'art. Jusqu'au début du XVIe siècle, c'était l'une des villes les plus importantes de l'Artois.
À partir de la fin du XVe siècle, Hesdin se retrouva au cœur des luttes entre le royaume de France et la maison de Bourgogne, puis d'Autriche. Elle fut plusieurs fois attaquée, assiégée, partiellement détruite, prise par un camp puis reprise par l'autre. Cette période troublée annonçait la catastrophe à venir.
Revenue à la Couronne de France, la ville fut assiégée en 1553 par les troupes impériales. Prise, elle fut entièrement rasée. Charles Quint fonda une ville nouvelle nommée Hesdinfert, devenue l'Hesdin actuelle, à cinq kilomètres de là sur des marécages asséchés.
Le couvent des Sœurs Noires avait été partiellement préservé de la destruction de la ville. Les religieuses s'y maintinrent. Au milieu du XVIIIe siècle, le couvent fut reconstruit et modernisé. Le bâtiment actuel est tout ce qu'il reste des constructions de ce nouveau couvent.
Les Sœurs Noires de Vieil-Hesdin se consacraient aux malades, aux pauvres et à l'enseignement de quelques enfants.
Lors de la Révolution française de 1789, le couvent fut confisqué comme bien national. Il était alors entouré de terres qui furent loties et vendues. Les dépendances qui entouraient le couvent : chapelle, bâtiments de ferme, brasserie, etc. furent détruites. La construction restante représente vraisemblablement le logement réservé aux malades et aux religieuses.
L'ancien couvent a connu, depuis la Révolution, plusieurs propriétaires. Il avait été très endommagé à l’intérieur lors de la Seconde Guerre mondiale. Sa restauration complète était pratiquement terminée lorsqu’officiellement un court-circuit dû à la tempête provoqua un grave incendie qui le ravagea dans la nuit du mercredi des Cendres du 28 février 1990.
Officieusement, le mauvais entretien d'une des cheminées et son allumage lors de la tempête serait à l'origine de l'incendie du château. Heureusement, les murs et la voûte du cloître, bien que touchés, n'ont pas été détruits. La maison a donc été de nouveau restaurée mais boiseries et parquets anciens ont été perdus à jamais.
Le village de Vieil-Hesdin conserve quelques vestiges de l'ancienne ville d'Hesdin : les ruines du château (non visitables) et les restes des anciens remparts et des fossés.
L'université de Boston (États-Unis) a consacré plusieurs groupes de recherches sur l'histoire de Vieil-Hesdin, travaux diffusés dans la plupart des universités américaines.

## Politique et administration

### Découpage territorial
La commune se trouve dans l'arrondissement de Montreuil du département du Pas-de-Calais.

#### Commune et intercommunalités
La commune est membre de la communauté de communes des 7 Vallées qui regroupe 66 communes et totalise 29 425 habitants en 2022.

#### Circonscriptions administratives
La commune est rattachée au canton d'Auxi-le-Château.

#### Circonscriptions électorales
Pour l'élection des députés, la commune fait partie de la quatrième circonscription du Pas-de-Calais.

### Élections municipales et communautaires

#### Liste des maires
| Période                                  | Période                     | Identité          | Étiquette | Qualité                                      |
| ---------------------------------------- | --------------------------- | ----------------- | --------- | -------------------------------------------- |
| Les données manquantes sont à compléter. |                             |                   |           |                                              |
| mars 2001                                | 23 novembre 2011            | Maurice Decoster  |           | Mort en cours de mandat                      |
| 9 février 2012                           | décembre 2016               | Jean-Paul Sailly  | SE        | Retraité de La Poste Mort en cours de mandat |
| mars 2017                                | 2020                        | Gérard Boniface   |           | Agriculteur retraité                         |
| 25 mai 2020                              | En cours (au 11 avril 2022) | Christian Druelle |           | Professeur, profession scientifique,         |

## Équipements et services publics

### Espaces publics
La commune fait partie des villages labellisés Village Patrimoine, qui œuvrent à mettre en avant leurs patrimoines matériels et/ou immatériels (historique, culturel, naturel, architectural, etc.).

## Population et société

### Démographie

#### Évolution démographique
L'évolution du nombre d'habitants est connue à travers les recensements de la population effectués dans la commune depuis 1793. Pour les communes de moins de 10 000 habitants, une enquête de recensement portant sur toute la population est réalisée tous les cinq ans, les populations de référence des années intermédiaires étant quant à elles estimées par interpolation ou extrapolation. Pour la commune, le premier recensement exhaustif entrant dans le cadre du nouveau dispositif a été réalisé en 2008.

En 2022, la commune comptait 343 habitants, en évolution de −6,28 % par rapport à 2016 (Pas-de-Calais : −0,72 %, France hors Mayotte : +2,11 %).
| 1793 | 1800 | 1806 | 1821 | 1831 | 1836 | 1841 | 1846 | 1851 |
| ---- | ---- | ---- | ---- | ---- | ---- | ---- | ---- | ---- |
| 482  | 560  | 558  | 496  | 507  | 530  | 526  | 566  | 592  |

| 1856 | 1861 | 1866 | 1872 | 1876 | 1881 | 1886 | 1891 | 1896 |
| ---- | ---- | ---- | ---- | ---- | ---- | ---- | ---- | ---- |
| 556  | 566  | 540  | 558  | 521  | 497  | 454  | 474  | 494  |

| 1901 | 1906 | 1911 | 1921 | 1926 | 1931 | 1936 | 1946 | 1954 |
| ---- | ---- | ---- | ---- | ---- | ---- | ---- | ---- | ---- |
| 437  | 420  | 413  | 377  | 399  | 374  | 387  | 388  | 381  |

| 1962 | 1968 | 1975 | 1982 | 1990 | 1999 | 2006 | 2008 | 2013 |
| ---- | ---- | ---- | ---- | ---- | ---- | ---- | ---- | ---- |
| 338  | 338  | 371  | 362  | 364  | 364  | 366  | 367  | 376  |

| 2018 | 2022 | - | - | - | - | - | - | - |
| ---- | ---- | - | - | - | - | - | - | - |
| 345  | 343  | - | - | - | - | - | - | - |

#### Pyramide des âges
En 2022, le taux de personnes d'un âge inférieur à 30 ans s'élève à 28,2 %, soit en dessous de la moyenne départementale (35,9 %). À l'inverse, le taux de personnes d'âge supérieur à 60 ans est de 35,6 % la même année, alors qu'il est de 25,8 % au niveau départemental.
En 2022, la commune comptait 184 hommes pour 159 femmes, soit un taux de 46,36 % de femmes, inférieur au taux départemental (51,59 %).
Les pyramides des âges de la commune et du département s'établissent comme suit :
| Hommes | Classe d’âge | Femmes |
| ------ | ------------ | ------ |
| 0,9    | 90 ou +      | 0,0    |
| 10,3   | 75-89 ans    | 11,9   |
| 23,9   | 60-74 ans    | 24,2   |
| 21,8   | 45-59 ans    | 19,0   |
| 14,9   | 30-44 ans    | 16,4   |
| 12,7   | 15-29 ans    | 11,7   |
| 15,4   | 0-14 ans     | 16,8   |

| Hommes | Classe d’âge | Femmes |
| ------ | ------------ | ------ |
| 0,5    | 90 ou +      | 1,6    |
| 5,6    | 75-89 ans    | 8,9    |
| 16,7   | 60-74 ans    | 18,1   |
| 20,2   | 45-59 ans    | 19,2   |
| 18,9   | 30-44 ans    | 18,1   |
| 18,2   | 15-29 ans    | 16,2   |
| 19,9   | 0-14 ans     | 17,9   |

## Culture locale et patrimoine

### Lieux et monuments

#### Monuments historiques
- L’ancien couvent des Sœurs Noires, actuellement château. Les façades et toitures ainsi que la galerie du cloître font l’objet d’une inscription au titre des monuments historiques depuis le 9 juillet 1981, et le  parc avec ses deux potagers, le mur de clôture et les bâtiments des communs avec le pigeonnier font l’objet d’une inscription au titre des monuments historiques depuis le 28 avril 1993[44]. Agnés de La Couture fonde ce couvent de sœurs noires à Vieil-Hesdin au XIVe siècle vers 1344[45].
- Le château d'Estruval. Les façades et toitures du château et des deux pigeonniers, ainsi que le sol de la cour ; les façades et toitures des bâtiments de la ferme, ainsi que le sol de la cour ; le parc du château ; l'allée de tilleuls menant au château et l'allée de hêtres pourpres, dite « route de Thérouanne » font l’objet d’une inscription au titre des monuments historiques depuis le 13 mars 2000[46]. Sous Louis XIV, la demeure est transmise, par mariage, au gouverneur d'Hesdin, qui réalise une allée de tilleuls, deux pavillons d'entrée et des haras détruits lors d'un incendie pendant la Révolution française. Elle est reconstruite à l'identique par le nouveau propriétaire. Le château d'Estruval est la propriété de la famille Le Gentil depuis 1880[47].

#### Autres lieux et monuments
- Le Manoir Marceau. Cette gentilhommière est la demeure de l'artiste et maitre verrier, Émilie Delattre Marceau, autrefois connue sous le nom de « maison Dacquin ».
- Le monument aux morts[48].
- L’église Sainte-Marie-Madeleine.

### Personnalités liées à la commune
- Colette de Corbie : fondatrice du couvent au Moyen Âge.
- Ambroise Paré : chirurgien du Roi, appelé « le Père de la chirurgie moderne », fait prisonnier lors du siège de 1553.
- Charles Ier d'Albret, tué lors de la bataille d'Azincourt, a été inhumé à Vieil-Hesdin.
- Eustache d'Oignies : seigneur de Gruson et d'Anstaing, général d'infanterie, gouverneur d’Ostende, puis d’Hesdin[49].

### Héraldique
| Armes de Vieil-Hesdin | Les armes de Vieil-Hesdin se blasonnent ainsi : parti d’or et de gueules à deux étoiles en chef de l'un en l'autre. |

## Pour approfondir

#### Bases de données, dictionnaires et encyclopédies
- Ressources relatives à la géographie :   - Insee (communes)
  - Ldh/EHESS/Cassini
- Ressource relative à plusieurs domaines :   - Annuaire du service public français
- Notices d'autorité :   - BnF (données)